# Martin Kalbfleisch
Martin Kalbfleisch (ur. 8 lutego 1804 w Vlissingen w Królestwie Niderlandów, zm. 12 lutego 1873 w Brooklynie) – amerykański polityk, członek Partii Demokratycznej.

## Działalność polityczna
Od 1862 do 1864 był burmistrzem Brooklynu. W okresie od 4 marca 1863 do 3 marca 1865 przez jedną kadencję był przedstawicielem 2. okręgu wyborczego w stanie Nowy Jork w Izbie Reprezentantów Stanów Zjednoczonych.